# Konstantín Menshov
Konstantín Alexándrovich Menshov –en ruso, Константин Александрович Меньшов– (Leningrado, URSS, 23 de febrero de 1983) es un deportista ruso que compitió en patinaje artístico, en la modalidad individual. Ganó una medalla de bronce en el Campeonato Europeo de Patinaje Artístico sobre Hielo de 2014.

## Palmarés internacional
| Campeonato Europeo | Campeonato Europeo | Campeonato Europeo | Campeonato Europeo |
| Año                | Lugar              | Medalla            | Categoría          |
| ------------------ | ------------------ | ------------------ | ------------------ |
| 2014               | Budapest (Hungría) | Medalla de bronce  | Individual         |